# Pallavi Kulkarni
Pallavi Kulkarni, née le 15 juin 1982 est une actrice indienne et mannequin. Elle est surtout connue pour avoir joué le rôle de Vaidehi Jaisingh dans la série dramatique Vaidehi.

## Biographie
Pallavi Kulkarni est née le 15 juin 1982. Après des études de mannequinat, elle se tourne vers l’industrie cinématographique où elle joue son premier grand rôle dans la série Kya Hadsaa Kya Haqeeqat (2001-2002), puis intègre Bollywood en participant à certaines productions comme Kehta Hai Dil (2003-2005). Elle devient une star internationale pour son rôle principal dans la légendaire série Vaidehi.

## Filmographie

### Films
- 1999 : Arjun Pandit de Rahul Rawail : Shilpa
- 2002 : Kranti de Naresh Malhotra : Anu

### Télévision
- 2001 : Kya Hadsaa Kya Haqeeqat : Nikita Malhotra
- 2003 : Kehta Hai Dil : Karishma
- 2006 : Vaidehi : Vaidehi Jaisingh
- 2014 : Itna Karo Na Mujhe Pyaar : Ragini Patel